# A Simple Plan
A Simple Plan (titulada El plan en México, Perú y Venezuela, Un plan sencillo en España y Un plan simple en Argentina y Uruguay) es una película estadounidense de 1998 dirigida por Sam Raimi y protagonizada por Bill Paxton, Billy Bob Thornton, Brent Briscoe y Bridget Fonda. La película está basada en el best-seller homónimo de Scott Smith, que también escribió el guion. Narra el drama de un par de hermanos que encuentran una maleta llena de dinero en un avión accidentado. 
Billy Bob Thornton fue nominado al Óscar al mejor actor de reparto y Scott B. Smith fue nominado al Óscar al mejor guion adaptado.
Varios críticos prominentes elogiaron la película por su complejidad y su tenso suspense (cuatro estrellas a partir de Roger Ebert y Elección de la Crítica deThe New York Times ).[cita requerida]

## Sinopsis
Una tarde de invierno Hank, su hermano Jacob y el amigo de éste, Lou Chambers, descubren los restos de una avioneta accidentada dentro de la cual encuentran una bolsa con más de cuatro millones de dólares. Las ilusiones, desconfianzas y miedos se sucederán una a otra tras el incidente. Primero se enfrentan al dilema de quedarse o no con el botín y después trazan un plan: Hank, el único con empleo estable y persona responsable y, por tanto, menos sospechoso, guardará el dinero una temporada. Las ilusiones, desconfianzas y miedos se sucederán una a otra tras el incidente. A ello se suma la sospecha de que alguien ha visto lo sucedido. 
La presencia de la esposa de Hank, el nacimiento de su hija Amanda y la intrusión inesperada de un granjero en la operación tendrán fatales consecuencias y el plan urdido se les irá de las manos.
En un momento dado, Jacob, obligado por su hermano Hank (a su vez influenciado por su mujer), consigue una grabación donde Lou confiesa el crimen del granjero (que no cometió) para asegurarse que no les traicionaría, pero el plan sale mal y acaba con la muerte de Lou y su esposa. Esto les obliga a inventar una nueva mentira ante la policía.
Jacob se muestra apesadumbrado y cada vez más errático y apartado de la realidad desde la muerte de su amigo Lou. Un día se presenta un falso inspector del FBI preguntando por el avión siniestrado. Hank sospecha de él y al acompañarle hasta los restos del avión junto con el jefe de la policía local y Jacob, se producirá un trágico e inesperado final.

## Reparto
| Actor              | Personaje                                      |
| ------------------ | ---------------------------------------------- |
| Bill Paxton        | Hank Mitchell                                  |
| Billy Bob Thornton | Jacob Mitchell                                 |
| Bridget Fonda      | Sarah Mitchell                                 |
| Brent Briscoe      | Lou Chambers                                   |
| Gary Cole          | Vernon Bokovsky, llamado también "Neil Baxter" |
| Jack Walsh         | Tom Butler                                     |
| Chelcie Ross       | Sheriff Carl Jenkins                           |
| Becky Ann Baker    | Nancy Chambers                                 |

## Premios
| Año  | Premio                           | Categoría                                   | Receptor(es)                                 | Resultado |
| ---- | -------------------------------- | ------------------------------------------- | -------------------------------------------- | --------- |
| 1998 | Boston Society of Film Critics   | Mejor actor de reparto                      | Billy Bob Thornton (junto a William H. Macy) | Ganador   |
| 1999 | Globos de Oro                    | Mejor actor de reparto                      | Billy Bob Thornton                           | Nominado  |
| 1999 | Premios Óscar                    | Mejor actor de reparto                      | Billy Bob Thornton                           | Nominado  |
| 1999 | Premios Óscar                    | Mejor guion adaptado                        | Scott B. Smith                               | Nominado  |
| 1999 | Chicago Film Critics Association | Mejor actor de reparto                      | Billy Bob Thornton                           | Ganador   |
| 1999 | Chicago Film Critics Association | Mejor guion                                 | Scott B. Smith                               | Nominado  |
| 1999 | Chicago Film Critics Association | Mejor banda sonora original                 | Danny Elfman                                 | Nominada  |
| 1999 | Premios Saturn                   | Mejor película de acción/aventuras/thriller |                                              | Nominada  |
| 1999 | Premios Saturn                   | Mejor actor de reparto                      | Billy Bob Thornton                           | Nominado  |
| 1999 | Premio Chlotrudis                | Mejor actor de reparto                      | Billy Bob Thornton                           | Ganador   |